# Supports/Surfaces
Supports/Surfaces (с фр. — «опоры/поверхности») — направление современного искусства, основоположниками которого были французские скульпторы и художники. Выставки направления проходили в 1966—1972 годах.

## Движение
Группа Supports/Surfaces была создана выпускниками Школы изящных искусств в Монпелье и Национальной школы изящных искусств в Париже на юге Франции. Винсен Биуль, родившийся в Монпелье в 1938 году, был одним из основателей движения и автором его названия.
Существование группы продолжалось недолгое время. С 1966 года участники выставлялись вместе, а премьерная выставка Animation, Recherche, Controntation состоялась в 1969 году в парижском Музее современного искусства. Название объединения — Supports/Surfaces — было придумано непосредственно перед показом. Художники, входившие в группу, придерживались левых взглядов и стремились освободить живопись от традиционных атрибутов: тирании вкуса, банальности экспрессионизма, сентиментальности позднего сюрреализма и чистоты конкретного искусства. Это стремление выражалось, в том числе, в отрицании холста и рамы.
Художественный поиск участников группы сочетался с теоретическим осмыслением и политической позицией. Идеи публиковались в издаваемом группой журнале Peinture/Cahiers Theoretiques. К 1972 году внутренние разногласия достигли критической точки, и группа распалась.
Группу Supports/Surfaces можно считать самым молодым, хотя и поздним, французским авангардным движением в истории модернизма, которое завершило этот цикл развития искусства.

### Выставки
Первая выставка Peinture en question («Живопись под вопросом») прошла в Специализированной архитектурной школе в Париже, в марте-апреле 1969 года с участием Алокко, Даниэля Дезёза, Долля, Паже, Пенсемена, Патрика Сайтура и Клода Виаллата.
В июне 1969 года в выставке в музее Гавра под названием La peinture en question участвовали Луи Кане, Даниэль Дезёз, Патрик Сайтур и Клод Виаллата. В каталоге выставки

Объектом живописи является сама живопись, а выставленные картины существуют сами по себе. Они не обращаются к чему-то «внешнему» (личности художника, его биографии, истории искусства, например). Они не предлагают куда-то сбежать, потому что поверхность, благодаря разрывам форм и цветов, которые в них использованы, запрещают ментальные проекции или сказочные бредни зрителя. Живопись является фактом сама по себе, и именно на её основе нужно ставить задачи. Речь идет не о возвращении к истокам и не о поиске первоначальной чистоты, а о простом раскрытии изобразительных элементов, составляющих изобразительный акт. Отсюда и нейтральность представленных работ, отсутствие в них лиризма и экспрессивной глубины.
Оригинальный текст (фр.)L'objet de la peinture, c'est la peinture elle-même et les tableaux exposés ne se rapportent qu'à eux-mêmes. Ils ne font point appel à un « ailleurs » (la personnalité de l'artiste, sa biographie, l'histoire de l'art, par exemple). Ils n'offrent point d'échappatoire, car la surface, par les ruptures de formes et de couleurs qui y sont opérées, interdit les projections mentales ou les divagations oniriques du spectateur. La peinture est un fait en soi et c'est sur son terrain que l'on doit poser les problèmes. Il ne s'agit ni d'un retour aux sources, ni de la recherche d'une pureté originelle, mais de la simple mise à nu des éléments picturaux qui constituent le fait pictural. D'où la neutralité des œuvres présentées, leur absence de lyrisme et de profondeur expressive.

В формальном плане Клод Виаллат так подвёл итоги работы: «Дезёз рисовал рамы без холста, я рисовал холсты без рамы, а Сайтур рисовал рамы на холсте.
В премьерной выставке в Париже участвовали Биуль, Девад, Дезёз, Сайтур, Валенси и Виаллат.

### Стиль
Стиль группы Supports/Surfaces характеризуется подходом, согласно которому равное значение имеют материал, творческие жесты и финальные действия. Предмету отводится лишь второстепенное значение.
С 1966 года традиционные атрибуты живописи ставятся под сомнение: Буральо разрезает и соединяет вновь куски холста и элементы рамы.
Винсент Биуль с самого начала рисовал «sur le motif». Он считал, что образ наполнен как собственным содержанием, так и воспоминаниями художника. Его вдохновляли знакомые места, которые он описывал как «целостные». Пейзаж оставался его любимым жанром, ему нравилось говорить, что «мы помним другое место, прошлое, которое преследует нашу душу и чей пейзаж — метафора».
Дезёз отделял холст от рамы. Виаллат использовал старые материалы, куски брезента, зонты, различные ткани, веревки и канаты.
Бернар Паде и Тони Гранд работали с деревом и верёвками. Жаккар использовал веревки для отпечатков на холсте и выставлял получившиеся картины одновременно с веревками, послужившими инструментом живописи.
Руан рисовал два полотна, которые резал и переплетал друг с другом. Сайтура использовал технику складывания.
Кане применял печати и штампы, а Виаллат — цветные трафареты. Кроме того, Мерис и Виаллат использовали искусственные красители.
Все эти техники свидетельствовали о желании вернуться к примитивному жесту. Этим идеям предшествовало японское авангардистское движение Гутай, основанное в 1954 году. Сходные исследования творчества и творческого процесса развивались в конце 1960-х годов во всём мире, особенно в контексте американского минимального искусства и итальянского арте повера.

### Другие направления
Помимо общих идей, каждый художника работал и в других направлениях — от свободной фигуративности до абстрактного экспрессионизма. С начала 2001 года в Центре Помпиду творчеству группы Supports/Surfaces выделено отдельное пространство (комната 11, уровень 4).
Музей Фабра в Монпелье открыл большую ретроспективную выставку творчества Винсена Биуля летом 2019 года.

## Художники
В группу Supports/Surfaces официально входили двенадцать художников или скульпторов, в основном с юга Франции: 
- Андре-Пьер Арнал[4] (родился в Ниме в 1939 году)
- Винсен Биуль (родился в Монпелье в 1938 году)
- Луи Кейн (родился в [Больё-сюр-Мер]] в 1943 году)
- Марк Деваде[5] (Париж, 1943 — там же, 1983)
- Даниэль Дезюз (родился в Алесе в 1942 году)
- Ноэль Долля (родился в Ницце в 1945 году)
- Тони Гранд (Галларгю-ле-Монто, 1935 — Мурьес, 2005)
- Бернар Паже (родился в Каоре в 1940 году)
- Жан-Пьер Пенсемен (Париж, 1944 — Аркей, 2005)
- Патрик Сайтур (родился в Ницце в 1935 году)
- Андре Валенси (родился в Париже в 1947 году)
- Клод Виаллат (родился в Ниме в 1936 году)

 Идеи движения разделяли и другие художники, оставшиеся вне группы:
- Марсель Алокко (родился в Ницце в 1937 году)
- Пьер Буральо (родился в Мезон-Альфор в 1939 году)
- Кристиан Жаккар (родился в Фонтене-су-Буа в 1939 году)
- Жан-Мишель Мерис (родился в Лилле в 1938 году)
- Франсуа Руан (родился в Монпелье в 1943 году)